# Collegio elettorale di Correggio (Regno d'Italia)
Il collegio elettorale di Correggio è stato un collegio elettorale uninominale del Regno d'Italia per l'elezione della Camera dei deputati.

## Storia
Il collegio uninominale venne istituito, insieme ad altri 442, tramite regio decreto 17 dicembre 1860, n. 4513.
Fu soppresso nel 1882 in seguito alla riforma che stabilì complessivamente 135 collegi elettorali.
Venne poi ricostituito come collegio uninominale tramite regio decreto 14 giugno 1891, n. 280, in seguito alla riforma che stabilì complessivamente 508 collegi elettorali.
Fu soppresso nel 1919 in seguito alla riforma che definì 54 collegi elettorali.
| Legislature           | VIII | IX   | X    | XI   | XII  | XIII | XIV  | XV   | XVI  | XVII | XVIII | XIX  | XX   | XXI  | XXII | XXIII | XXIV | XXV  | XXVI | XXVII | XXVIII | XXIX | XXX  |
| --------------------- | ---- | ---- | ---- | ---- | ---- | ---- | ---- | ---- | ---- | ---- | ----- | ---- | ---- | ---- | ---- | ----- | ---- | ---- | ---- | ----- | ------ | ---- | ---- |
| Elezioni              | 1861 | 1865 | 1867 | 1870 | 1874 | 1876 | 1880 | 1882 | 1886 | 1890 | 1892  | 1895 | 1897 | 1900 | 1904 | 1909  | 1913 | 1919 | 1921 | 1924  | 1929   | 1934 | 1939 |
| Deputati nel collegio | 1    | 1    | 1    | 1    | 1    | 1    | 1    |      |      |      | 1     | 1    | 1    | 1    | 1    | 1     | 1    |      |      |       |        |      |      |
|                       |      |      |      |      |      |      |      |      |      |      |       |      |      |      |      |       |      |      |      |       |        |      |      |
| Totale eletti         | 443  | 493  | 493  | 508  | 508  | 508  | 508  | 508  | 508  | 508  | 508   | 508  | 508  | 508  | 508  | 508   | 508  | 508  | 535  | 535   | 400    | 400  |      |
| Numero collegi        | 443  | 493  | 493  | 508  | 508  | 508  | 508  | 135  | 135  | 135  | 508   | 508  | 508  | 508  | 508  | 508   | 508  | 54   | 40   | 15    | 1      | 1    |      |

## Dati elettorali
Nel collegio si svolsero elezioni per quattordici legislature.

### VIII legislatura
Le votazioni si svolsero in 443 collegi uninominali a doppio turno. Come previsto dalla legge elettorale del 17 dicembre 1860, era eletto al primo turno il candidato che «riunisce in suo favore più del terzo dei voti del total numero dei membri componenti il collegio e più della metà dei suffragi dati dai votanti presenti all'adunanza» (art. 91). Se nessun candidato era eletto, al ballottaggio tra i due candidati con più voti era eletto chi otteneva il maggior numero di voti (art. 92) o, in caso di ugual numero di voti, il maggiore d'età (art. 93).
| Partito                            | Partito                            | Candidato                          | Risultati 27 gennaio 1861 | Risultati 27 gennaio 1861 |
| Partito                            | Partito                            | Candidato                          | Voti                      | %                         |
| ---------------------------------- | ---------------------------------- | ---------------------------------- | ------------------------- | ------------------------- |
|                                    | —                                  | Giuseppe Torelli                   | 309                       | 98,72                     |
|                                    | —                                  | Luigi Carbonieri                   | 4                         | 1,28                      |
|                                    |                                    |                                    |                           |                           |
| Iscritti                           | Iscritti                           | Iscritti                           | 575                       | 100,00                    |
| ↳ Votanti (% su iscritti)          | ↳ Votanti (% su iscritti)          | ↳ Votanti (% su iscritti)          | 321                       | 55,83                     |
| ↳ Voti validi (% su votanti)       | ↳ Voti validi (% su votanti)       | ↳ Voti validi (% su votanti)       | 313                       | 97,51                     |
| ↳ Schede non valide (% su votanti) | ↳ Schede non valide (% su votanti) | ↳ Schede non valide (% su votanti) | 8                         | 2,49                      |
| ↳ Astenuti (% su iscritti)         | ↳ Astenuti (% su iscritti)         | ↳ Astenuti (% su iscritti)         | 254                       | 44,17                     |

### IX legislatura
Le votazioni si svolsero in 493 collegi uninominali a doppio turno con la stessa normativa precedente (al primo turno un numero di voti maggiore di un terzo degli iscritti al voto).
| Partito                            | Partito                            | Candidato                          | Risultati 22 ottobre 1865 | Risultati 22 ottobre 1865 |
| Partito                            | Partito                            | Candidato                          | Voti                      | %                         |
| ---------------------------------- | ---------------------------------- | ---------------------------------- | ------------------------- | ------------------------- |
|                                    | —                                  | Giuseppe Torelli                   | 235                       | 54,78                     |
|                                    | —                                  | Giuseppe Basini                    | 194                       | 45,22                     |
|                                    |                                    |                                    |                           |                           |
| Iscritti                           | Iscritti                           | Iscritti                           | 679                       | 100,00                    |
| ↳ Votanti (% su iscritti)          | ↳ Votanti (% su iscritti)          | ↳ Votanti (% su iscritti)          | 458                       | 67,45                     |
| ↳ Voti validi (% su votanti)       | ↳ Voti validi (% su votanti)       | ↳ Voti validi (% su votanti)       | 429                       | 93,67                     |
| ↳ Schede non valide (% su votanti) | ↳ Schede non valide (% su votanti) | ↳ Schede non valide (% su votanti) | 29                        | 6,33                      |
| ↳ Astenuti (% su iscritti)         | ↳ Astenuti (% su iscritti)         | ↳ Astenuti (% su iscritti)         | 221                       | 32,55                     |

Il deputato Torelli morì il 25 aprile 1866 e fu indetta un'elezione suppletiva per il 20 maggio 1866.
| Partito                            | Partito                            | Candidato                          | Primo turno 20 maggio 1866 | Primo turno 20 maggio 1866 | Ballottaggio 27 maggio 1866 | Ballottaggio 27 maggio 1866 |
| Partito                            | Partito                            | Candidato                          | Voti                       | %                          | Voti                        | %                           |
| ---------------------------------- | ---------------------------------- | ---------------------------------- | -------------------------- | -------------------------- | --------------------------- | --------------------------- |
|                                    | —                                  | Luigi Sormani Moretti              | 220                        | 96,07                      | 254                         | 94,78                       |
|                                    | —                                  | Giovanni Battista Michelini        | 9                          | 3,93                       | 14                          | 5,22                        |
|                                    |                                    |                                    |                            |                            |                             |                             |
| Iscritti                           | Iscritti                           | Iscritti                           | 678                        | 100,00                     | 678                         | 100,00                      |
| ↳ Votanti (% su iscritti)          | ↳ Votanti (% su iscritti)          | ↳ Votanti (% su iscritti)          | 242                        | 35,69                      | 272                         | 40,12                       |
| ↳ Voti validi (% su votanti)       | ↳ Voti validi (% su votanti)       | ↳ Voti validi (% su votanti)       | 229                        | 94,63                      | 268                         | 98,53                       |
| ↳ Schede non valide (% su votanti) | ↳ Schede non valide (% su votanti) | ↳ Schede non valide (% su votanti) | 13                         | 5,37                       | 4                           | 1,47                        |
| ↳ Astenuti (% su iscritti)         | ↳ Astenuti (% su iscritti)         | ↳ Astenuti (% su iscritti)         | 436                        | 64,31                      | 406                         | 59,88                       |

### X legislatura
Le votazioni si svolsero in 493 collegi uninominali a doppio turno con la stessa normativa precedente (al primo turno un numero di voti maggiore di un terzo degli iscritti al voto).
| Partito                            | Partito                            | Candidato                          | Primo turno 10 marzo 1867 | Primo turno 10 marzo 1867 | Ballottaggio 17 marzo 1867 | Ballottaggio 17 marzo 1867 |
| Partito                            | Partito                            | Candidato                          | Voti                      | %                         | Voti                       | %                          |
| ---------------------------------- | ---------------------------------- | ---------------------------------- | ------------------------- | ------------------------- | -------------------------- | -------------------------- |
|                                    | —                                  | Luigi Sormani Moretti              | 221                       | 98,66                     | 258                        | 93,14                      |
|                                    | —                                  | Vittorio Guzzoni                   | 3                         | 1,34                      | 19                         | 6,86                       |
|                                    |                                    |                                    |                           |                           |                            |                            |
| Iscritti                           | Iscritti                           | Iscritti                           | 694                       | 100,00                    | 694                        | 100,00                     |
| ↳ Votanti (% su iscritti)          | ↳ Votanti (% su iscritti)          | ↳ Votanti (% su iscritti)          | 236                       | 34,01                     | 280                        | 40,35                      |
| ↳ Voti validi (% su votanti)       | ↳ Voti validi (% su votanti)       | ↳ Voti validi (% su votanti)       | 224                       | 94,92                     | 277                        | 98,93                      |
| ↳ Schede non valide (% su votanti) | ↳ Schede non valide (% su votanti) | ↳ Schede non valide (% su votanti) | 12                        | 5,08                      | 3                          | 1,07                       |
| ↳ Astenuti (% su iscritti)         | ↳ Astenuti (% su iscritti)         | ↳ Astenuti (% su iscritti)         | 458                       | 65,99                     | 414                        | 59,65                      |

### XI legislatura
Le votazioni si svolsero in 508 collegi uninominali a doppio turno con la normativa del 1860 (al primo turno un numero di voti maggiore di un terzo degli iscritti al voto).
| Partito                            | Partito                            | Candidato                          | Primo turno 20 novembre1870 | Primo turno 20 novembre1870 | Ballottaggio 27 novembre 15870 | Ballottaggio 27 novembre 15870 |
| Partito                            | Partito                            | Candidato                          | Voti                        | %                           | Voti                           | %                              |
| ---------------------------------- | ---------------------------------- | ---------------------------------- | --------------------------- | --------------------------- | ------------------------------ | ------------------------------ |
|                                    | —                                  | Luigi Sormani Moretti              | 214                         | 98,62                       | 173                            | 84,80                          |
|                                    | —                                  | Orazio Cattania                    | 3                           | 1,38                        | 31                             | 15,20                          |
|                                    |                                    |                                    |                             |                             |                                |                                |
| Iscritti                           | Iscritti                           | Iscritti                           | 750                         | 100,00                      | 750                            | 100,00                         |
| ↳ Votanti (% su iscritti)          | ↳ Votanti (% su iscritti)          | ↳ Votanti (% su iscritti)          | 228                         | 30,40                       | 207                            | 27,60                          |
| ↳ Voti validi (% su votanti)       | ↳ Voti validi (% su votanti)       | ↳ Voti validi (% su votanti)       | 217                         | 95,18                       | 204                            | 98,55                          |
| ↳ Schede non valide (% su votanti) | ↳ Schede non valide (% su votanti) | ↳ Schede non valide (% su votanti) | 11                          | 4,82                        | 3                              | 1,45                           |
| ↳ Astenuti (% su iscritti)         | ↳ Astenuti (% su iscritti)         | ↳ Astenuti (% su iscritti)         | 522                         | 69,60                       | 543                            | 72,40                          |

### XII legislatura
Le votazioni si svolsero in 508 collegi uninominali a doppio turno con la normativa del 1860 (al primo turno un numero di voti maggiore di un terzo degli iscritti al voto).
| Partito                            | Partito                            | Candidato                          | Primo turno 8 novembre 1874 | Primo turno 8 novembre 1874 | Ballottaggio 15 novembre 1874 | Ballottaggio 15 novembre 1874 |
| Partito                            | Partito                            | Candidato                          | Voti                        | %                           | Voti                          | %                             |
| ---------------------------------- | ---------------------------------- | ---------------------------------- | --------------------------- | --------------------------- | ----------------------------- | ----------------------------- |
|                                    | —                                  | Luigi Sormani Moretti              | 228                         | 45,97                       | 295                           | 55,77                         |
|                                    | —                                  | Epaminonda Segrè                   | 138                         | 27,82                       | 234                           | 44,23                         |
|                                    | —                                  | Giuseppe Biancheri                 | 130                         | 26,21                       |                               |                               |
|                                    |                                    |                                    |                             |                             |                               |                               |
| Iscritti                           | Iscritti                           | Iscritti                           | 795                         | 100,00                      | 795                           | 100,00                        |
| ↳ Votanti (% su iscritti)          | ↳ Votanti (% su iscritti)          | ↳ Votanti (% su iscritti)          | 532                         | 66,92                       | 534                           | 67,17                         |
| ↳ Voti validi (% su votanti)       | ↳ Voti validi (% su votanti)       | ↳ Voti validi (% su votanti)       | 496                         | 93,23                       | 529                           | 99,06                         |
| ↳ Schede non valide (% su votanti) | ↳ Schede non valide (% su votanti) | ↳ Schede non valide (% su votanti) | 36                          | 6,77                        | 5                             | 0,94                          |
| ↳ Astenuti (% su iscritti)         | ↳ Astenuti (% su iscritti)         | ↳ Astenuti (% su iscritti)         | 263                         | 33,08                       | 261                           | 32,83                         |

Il deputato Sormani Moretti cessò il 10 maggio 1876 perché fu nominato prefetto. Fu indetta un'elezione suppletiva per il 28 maggio 1876.
| Partito                            | Partito                            | Candidato                          | Primo turno 28 maggio 1876 | Primo turno 28 maggio 1876 | Ballottaggio 4 giugno 1876 | Ballottaggio 4 giugno 1876 |
| Partito                            | Partito                            | Candidato                          | Voti                       | %                          | Voti                       | %                          |
| ---------------------------------- | ---------------------------------- | ---------------------------------- | -------------------------- | -------------------------- | -------------------------- | -------------------------- |
|                                    | —                                  | Antonio Mordini                    | 240                        | 59,11                      | 332                        | 55,06                      |
|                                    | —                                  | Tito Ronchetti                     | 166                        | 40,89                      | 271                        | 44,94                      |
|                                    |                                    |                                    |                            |                            |                            |                            |
| Iscritti                           | Iscritti                           | Iscritti                           | 806                        | 100,00                     | 806                        | 100,00                     |
| ↳ Votanti (% su iscritti)          | ↳ Votanti (% su iscritti)          | ↳ Votanti (% su iscritti)          | 493                        | 61,17                      | 621                        | 77,05                      |
| ↳ Voti validi (% su votanti)       | ↳ Voti validi (% su votanti)       | ↳ Voti validi (% su votanti)       | 406                        | 82,35                      | 603                        | 97,10                      |
| ↳ Schede non valide (% su votanti) | ↳ Schede non valide (% su votanti) | ↳ Schede non valide (% su votanti) | 87                         | 17,65                      | 18                         | 2,90                       |
| ↳ Astenuti (% su iscritti)         | ↳ Astenuti (% su iscritti)         | ↳ Astenuti (% su iscritti)         | 313                        | 38,83                      | 185                        | 22,95                      |

### XIII legislatura
Le votazioni si svolsero in 508 collegi uninominali a doppio turno con la normativa del 1860 (al primo turno un numero di voti maggiore di un terzo degli iscritti al voto).
| Partito                            | Partito                            | Candidato                          | Risultati 5 novembre 1876 | Risultati 5 novembre 1876 |
| Partito                            | Partito                            | Candidato                          | Voti                      | %                         |
| ---------------------------------- | ---------------------------------- | ---------------------------------- | ------------------------- | ------------------------- |
|                                    | —                                  | Cesare Marani                      | 327                       | 55,80                     |
|                                    | —                                  | Leonardo Salimbeni                 | 259                       | 44,20                     |
|                                    |                                    |                                    |                           |                           |
| Iscritti                           | Iscritti                           | Iscritti                           | 889                       | 100,00                    |
| ↳ Votanti (% su iscritti)          | ↳ Votanti (% su iscritti)          | ↳ Votanti (% su iscritti)          | 644                       | 72,44                     |
| ↳ Voti validi (% su votanti)       | ↳ Voti validi (% su votanti)       | ↳ Voti validi (% su votanti)       | 586                       | 90,99                     |
| ↳ Schede non valide (% su votanti) | ↳ Schede non valide (% su votanti) | ↳ Schede non valide (% su votanti) | 58                        | 9,01                      |
| ↳ Astenuti (% su iscritti)         | ↳ Astenuti (% su iscritti)         | ↳ Astenuti (% su iscritti)         | 245                       | 27,56                     |

### XIV legislatura
Le votazioni si svolsero in 508 collegi uninominali a doppio turno con la normativa del 1860 (al primo turno un numero di voti maggiore di un terzo degli iscritti al voto).
| Partito                            | Partito                            | Candidato                          | Risultati 16 maggio 1880 | Risultati 16 maggio 1880 |
| Partito                            | Partito                            | Candidato                          | Voti                     | %                        |
| ---------------------------------- | ---------------------------------- | ---------------------------------- | ------------------------ | ------------------------ |
|                                    | —                                  | Claudio Sandonnino                 | 447                      | 66,92                    |
|                                    | —                                  | Gilberto Govi                      | 221                      | 33,08                    |
|                                    |                                    |                                    |                          |                          |
| Iscritti                           | Iscritti                           | Iscritti                           | 967                      | 100,00                   |
| ↳ Votanti (% su iscritti)          | ↳ Votanti (% su iscritti)          | ↳ Votanti (% su iscritti)          | 709                      | 73,32                    |
| ↳ Voti validi (% su votanti)       | ↳ Voti validi (% su votanti)       | ↳ Voti validi (% su votanti)       | 668                      | 94,22                    |
| ↳ Schede non valide (% su votanti) | ↳ Schede non valide (% su votanti) | ↳ Schede non valide (% su votanti) | 41                       | 5,78                     |
| ↳ Astenuti (% su iscritti)         | ↳ Astenuti (% su iscritti)         | ↳ Astenuti (% su iscritti)         | 258                      | 26,68                    |

### XVIII legislatura
Le votazioni si svolsero in 508 collegi uninominali a doppio turno. Come previsto dalla legge elettorale politica del 28 giugno 1892, era eletto al primo turno il candidato che «ha ottenuto un numero di voti maggiore del sesto del numero totale degli elettori iscritti nella lista del collegio e più della metà dei suffragi dati dai votanti» escludendo le schede nulle (art. 74). Se nessun candidato era eletto, al ballottaggio tra i due candidati con più voti (art. 75) era eletto chi otteneva il maggior numero di voti oppure, in caso di ugual numero di voti, il maggiore d'età (art. 77).
| Partito                            | Partito                            | Candidato                          | Risultati 6 novembre 1892 | Risultati 6 novembre 1892 |
| Partito                            | Partito                            | Candidato                          | Voti                      | %                         |
| ---------------------------------- | ---------------------------------- | ---------------------------------- | ------------------------- | ------------------------- |
|                                    | —                                  | Giovanni Martini                   | 1 672                     | 51,78                     |
|                                    | —                                  | Romualdo Bonfadini                 | 781                       | 24,19                     |
|                                    | —                                  | Orazio Cattania                    | 776                       | 24,03                     |
|                                    |                                    |                                    |                           |                           |
| Iscritti                           | Iscritti                           | Iscritti                           | 5 447                     | 100,00                    |
| ↳ Votanti (% su iscritti)          | ↳ Votanti (% su iscritti)          | ↳ Votanti (% su iscritti)          | 3 328                     | 61,10                     |
| ↳ Voti validi (% su votanti)       | ↳ Voti validi (% su votanti)       | ↳ Voti validi (% su votanti)       | 3 229                     | 97,03                     |
| ↳ Schede non valide (% su votanti) | ↳ Schede non valide (% su votanti) | ↳ Schede non valide (% su votanti) | 99                        | 2,97                      |
| ↳ Astenuti (% su iscritti)         | ↳ Astenuti (% su iscritti)         | ↳ Astenuti (% su iscritti)         | 2 119                     | 38,90                     |

### XIX legislatura
Le votazioni si svolsero in 508 collegi uninominali a doppio turno con la normativa del 1892 (al primo turno un numero di voti maggiore di un sesto degli iscritti al voto).
| Partito                            | Partito                            | Candidato                          | Risultati 26 maggio 1895 | Risultati 26 maggio 1895 |
| Partito                            | Partito                            | Candidato                          | Voti                     | %                        |
| ---------------------------------- | ---------------------------------- | ---------------------------------- | ------------------------ | ------------------------ |
|                                    | —                                  | VIttorio Cottafavi                 | 1 891                    | 62,10                    |
|                                    | —                                  | Giovanni Martini                   | 1 154                    | 37,90                    |
|                                    |                                    |                                    |                          |                          |
| Iscritti                           | Iscritti                           | Iscritti                           | 4 317                    | 100,00                   |
| ↳ Votanti (% su iscritti)          | ↳ Votanti (% su iscritti)          | ↳ Votanti (% su iscritti)          | 3 152                    | 73,01                    |
| ↳ Voti validi (% su votanti)       | ↳ Voti validi (% su votanti)       | ↳ Voti validi (% su votanti)       | 3 045                    | 96,61                    |
| ↳ Schede non valide (% su votanti) | ↳ Schede non valide (% su votanti) | ↳ Schede non valide (% su votanti) | 107                      | 3,39                     |
| ↳ Astenuti (% su iscritti)         | ↳ Astenuti (% su iscritti)         | ↳ Astenuti (% su iscritti)         | 1 165                    | 26,99                    |

### XX legislatura
Le votazioni si svolsero in 508 collegi uninominali a doppio turno con la normativa del 1892 (al primo turno un numero di voti maggiore di un sesto degli iscritti al voto).
| Partito                            | Partito                            | Candidato                          | Risultati 21 marzo 1897 | Risultati 21 marzo 1897 |
| Partito                            | Partito                            | Candidato                          | Voti                    | %                       |
| ---------------------------------- | ---------------------------------- | ---------------------------------- | ----------------------- | ----------------------- |
|                                    | —                                  | Vittorio Cottafavi                 | 2 011                   | 74,87                   |
|                                    | —                                  | Camillo Prampolini                 | 675                     | 25,13                   |
|                                    |                                    |                                    |                         |                         |
| Iscritti                           | Iscritti                           | Iscritti                           | 4 318                   | 100,00                  |
| ↳ Votanti (% su iscritti)          | ↳ Votanti (% su iscritti)          | ↳ Votanti (% su iscritti)          | 2 813                   | 65,15                   |
| ↳ Voti validi (% su votanti)       | ↳ Voti validi (% su votanti)       | ↳ Voti validi (% su votanti)       | 2 686                   | 95,49                   |
| ↳ Schede non valide (% su votanti) | ↳ Schede non valide (% su votanti) | ↳ Schede non valide (% su votanti) | 127                     | 4,51                    |
| ↳ Astenuti (% su iscritti)         | ↳ Astenuti (% su iscritti)         | ↳ Astenuti (% su iscritti)         | 1 505                   | 34,85                   |

### XXI legislatura
Le votazioni si svolsero in 508 collegi uninominali a doppio turno con la normativa del 1892 (al primo turno un numero di voti maggiore di un sesto degli iscritti al voto).

### XXII legislatura
Le votazioni si svolsero in 508 collegi uninominali a doppio turno con la normativa del 1892 (al primo turno un numero di voti maggiore di un sesto degli iscritti al voto).

### XXIII legislatura
Le votazioni si svolsero in 508 collegi uninominali a doppio turno con la normativa del 1892 (al primo turno un numero di voti maggiore di un sesto degli iscritti al voto).

### XXIV legislatura
Le votazioni si svolsero negli stessi 508 collegi uninominali già esistenti ma, come previsto dal regio decreto del 26 giugno 1913, era eletto al primo turno il candidato che «ha ottenuto un numero di voti maggiore del decimo del numero totale degli elettori del collegio e più della metà dei suffragi dati dai votanti» escludendo le schede nulle (art. 91). Se nessun candidato era eletto, al ballottaggio tra i due candidati con più voti (art. 92) era eletto chi otteneva il maggior numero di voti oppure, in caso di ugual numero di voti, il maggiore d'età (art. 93).